# Contea di Têwo
La contea di Têwo (迭部县S, Diébù XiànP) è una contea della Cina, situata nella provincia del Gansu e amministrata dalla prefettura autonoma tibetana di Gannan.